# Strategus
Strategus (Hope, 1837) è un genere di coleotteri appartenenti alla famiglia degli Scarabeidi (sottofamiglia Dynastinae).

## Descrizione

### Adulto
Gli adulti sono insetti di medie dimensioni (intorno ai 40 mm). Presentano un corpo tarchiato e robusto dal color castano scuro. I maschi delle specie appartenenti a questo genere sono caratterizzati da tre corna toraciche (due superiori e laterali e uno centrale inferiore), che utilizzano nelle battaglie contro gli altri maschi. Le femmine sono invece del tutto sprovviste di tali corna e per distinguerle dalle altre femmine di scarabeidi oryctini bisogna osservare le mandibole esposte con apice bidentato.

### Larva
Le larve assomigliano a vermi bianchi dalla forma a "C". Presentano il capo sclerificato e le tre paia di zampe atrofizzate. Lungo i fianchi presentano una serie di forellini chitinosi che servono all'insetto a respirare nel terreno.

## Biologia
Gli adulti sono di abitudini crepuscolari e notturne. I maschi volano alla ricerca della femmina e se si ritrovano in più individui ingaggiano battaglie con gli altri maschi. Le larve si sviluppano nel terreno, nutrendosi di legno marcio, detriti vegetali e materia organica in decomposizione.

## Distribuzione
Il genere Strategus è distribuito nelle Indie occidentali, negli Stati Uniti, in Messico, e in America centrale.

## Tassonomia
Il genere Strategus contiene le seguenti specie:
- Strategus adolescens
- Strategus aenobarbus
- Strategus ajax
- Strategus aloeus
- Strategus anachoreta
- Strategus antaeus
- Strategus argentinus
- Strategus atlanticus
- Strategus caymani
- Strategus centaurus
- Strategus cessatus
- Strategus cessus
- Strategus craigi
- Strategus fallaciosus
- Strategus fascinus
- Strategus hipposiderus
- Strategus howdeni
- Strategus inermis
- Strategus jugurtha
- Strategus longichomperus
- Strategus mandibularis
- Strategus moralesdelgadorum
- Strategus mormon
- Strategus oblongus
- Strategus sarpedon
- Strategus simson
- Strategus splendens
- Strategus surinamensis
- Strategus symphenax
- Strategus syphax
- Strategus talpa
- Strategus tarquinius
- Strategus temoltzin
- Strategus validus
- Strategus verrilli